# Entarimado

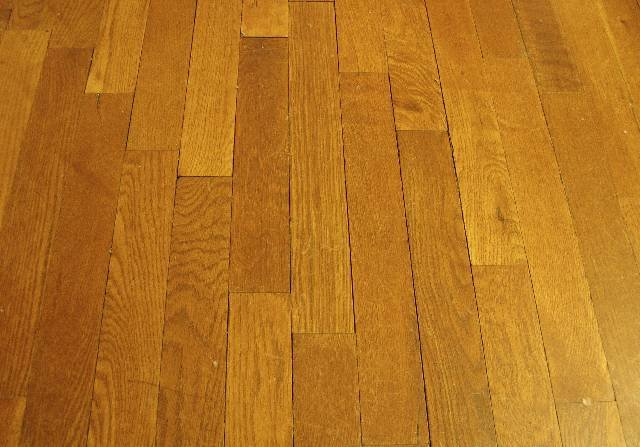
Entarimado.

El entarimado hace referencia tanto al pavimento de madera o material tarima, así como su instalación.

## Tarima
Se incluye dentro de los pavimentos o recubrimientos ligeros. Su uso se generalizó a partir del siglo XVI, aunque estuvo restringido, debido a su precio, a la alta nobleza o incipiente burguesía.
La diferencia entre tarima y parqué es confusa, debido a lo extendido del término, sus diferencias de uso geográficas y los nombres que posteriormente han adoptado con el tiempo. Se puede establecer como diferencia principal el sistema de colocación y el tamaño de la lama, siendo mayor en anchos y largos en la tarima.
Los tipos de madera utilizados en los entarimados varían tanto en color como en textura, siendo los más comunes el arce, caoba, cerezo, nogal, pino, roble, jatoba y merbau.[cita requerida] En los entarimados modernos se usan también láminas de bambú —que técnicamente no es una madera— sobre una base de otros materiales para dar la impresión general de un entarimado clásico.

### Patrones

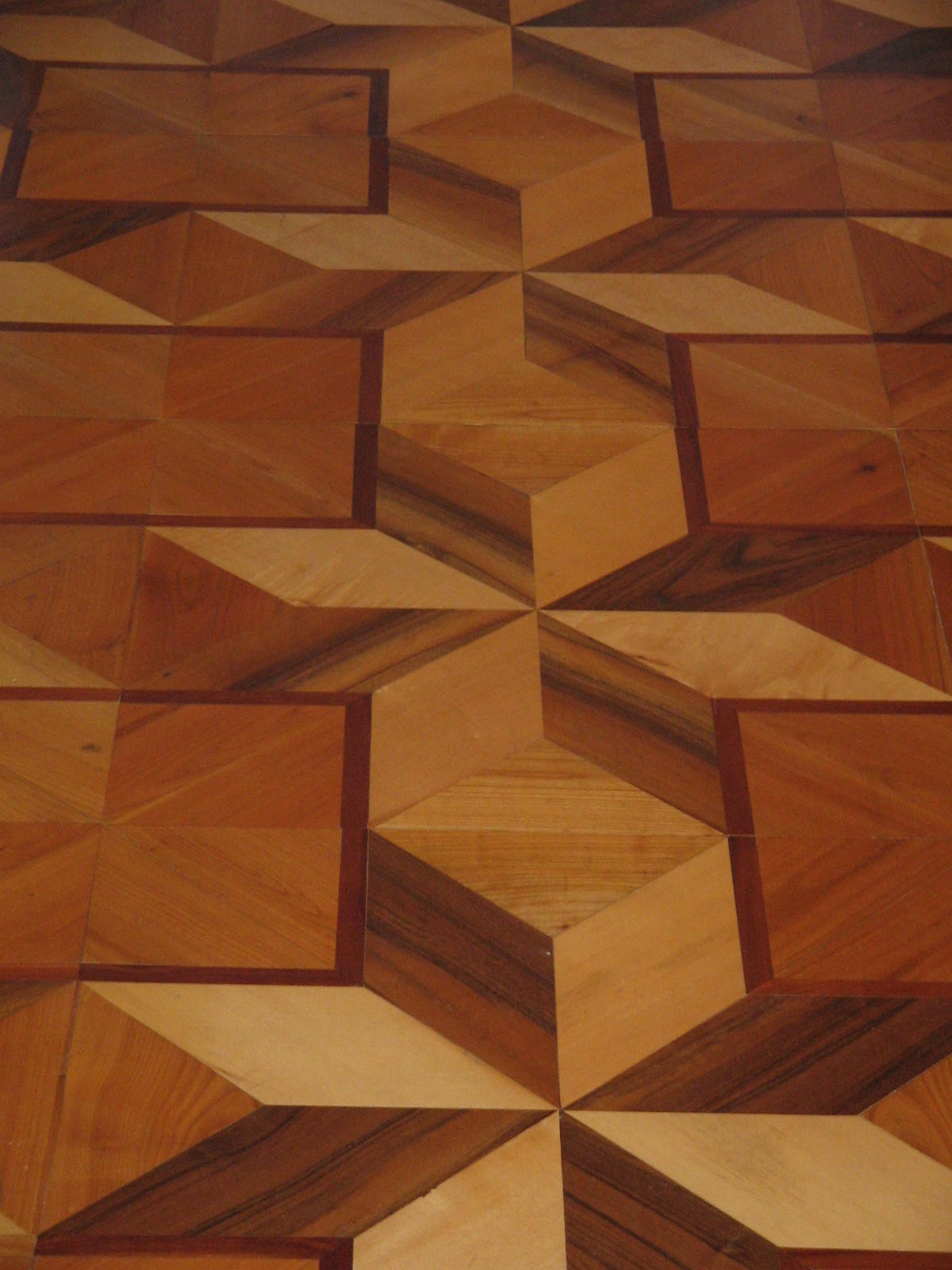
Patrón de marquetería.

Los patrones usados en la mayoría de entarimados se constituyen de figuras geométricas y angulares: cuadrados, rombos, triángulos; algunas veces basados en geometrías fractales, siendo posible crear hasta un máximo de 17 de patrones diferentes. Los más comunes son:
- De frisos o cubierta de barco a la inglesa: es el formado por tablas largas ensambladas donde el final de cada tablilla coincide con la mitad de la tablilla de la fila anterior.
- Cubierta de barco a la americana: es el formado por tablas ensambladas de manera paralela donde cada tablilla se desplaza, respecto a la línea anterior, un tercio de la longitud de la tablilla.
- De punto de Hungría o de corte de pluma: cuando las láminas están puestas como los cheurones del blasón.
- De bastones rotos, de espina o de cola de pescado: están en forma de cheurones, cuyos lados son perpendiculares.
- De ensamblaje: cuando las tablas están cruzadas en todos los sentidos dejando entre sí huecos cuadrados o triangulares que se llenan con pedacitos ajustados cuidadosamente.
- De marquetería: con incrustaciones de maderas diversamente coloreadas.[2]
- Algunos diseños novedosos —curvos e irregulares—, se ven en aposentos de estilo Barroco en palacios del norte de Italia, Alemania y Austria. Similares diseños se pueden encontrar en el maison de plaisance Palacio de Benrath en Düsseldorf, el Palacio Solitude cerca de Stuttgart y el Palacio Belvedere en Viena.

### Tipos de colocación

#### Tarima flotante
En la configuración de tarima flotante se dispone una sobrecapa de material aislante entre el piso de hormigón (o cualquier otro existente) para garantizar el aislamiento de ruido y la conservación de calor del entarimado que se instala sobre dicha capa en largas secciones que encajan usando los surcos y lengüetas de cada una de ellas. Este tipo de configuración es susceptible a rupturas en la madera.
Existen tarimas flotantes macizas y enchapadas.

#### Pegado
Se utiliza una cola o adhesivo que une al entarimado al suelo de cemento o madera.

#### Clavado
Cuando la solera lo permite, por ejemplo en suelos de casa de madera, la tarima puede ser clavada o grapada directamente. Esto puede hacerse aunque las lamas dispongan de machihembrado, ya que esta acción fija el entarimado al suelo y el machihembrado mantiene las láminas juntas.
Para la colocación de esta forma, el suelo debe llevar un pretor atamiento para nivelación con algún tipo de pasta niveladora. Cualquier desnivel que tenga la solera se transmite a nuestro pavimento de madera haciendo muy complicada o imposible la colocación del mismo.

### Tipos de tarima

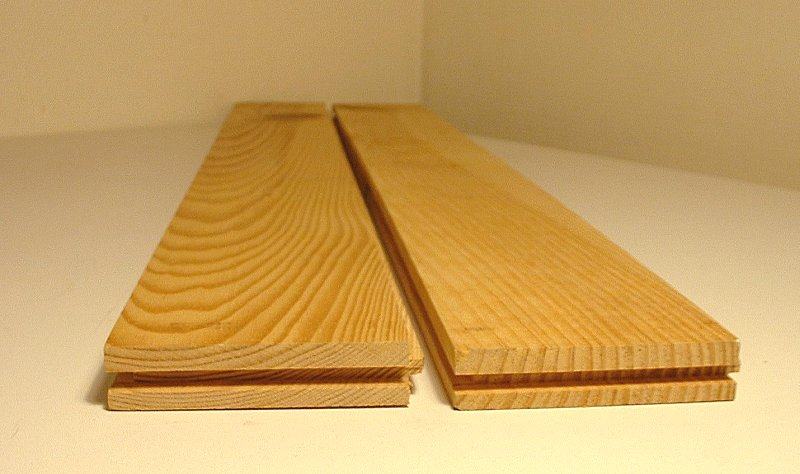
Tablas de entarimado sólido en donde se aprecia los surcos y las lengüetas del machihembrado.

Existes tres clases principales de entarimados según la estructura y fabricación de las tablillas o lamas que lo conforman:
- sólido o macizo;
- enchapado;
- parqué.

#### Sólido o macizo
Como su nombre indica, está compuesto por tablas macizas de madera, de largos de hasta 220 cm y anchos de hasta 25 cm, también se lo conoce como tarima maciza o tarima tradicional, donde el grosor estándar es de 15 mm hasta 22 mm, o incluso más. La diferencia básica entre el parqué y la tarima es el largo y ancho, la tarima maciza o entarimado sólido, es más ancha y larga.
Su instalación más común precisa de una guía de madera, o rastrel, pegado a la solera mediante cemento o adhesivos. Sobre el rastrel, se clava la tarima, también es común, a medida que las colas y adhesivos mejoran, encontrarse este material pegado, en ambos casos, siempre machihembrado.
Es un material muy longevo, es común encontrárselo con más de 100 años. Su mantenimiento es similar al del parqué, en relación con el acuchillado y barnizado, actualmente sin olor y apenas polvo, pero suele necesitar de trabajos de carpintería en el cambio de piezas. La capacidad de amortiguar las pisadas hace que sea valorada entre jugadores de baloncesto para evitar daños en las articulaciones.
Por la parte negativa, su precio, elevado respecto a otras opciones de entarimados, y con el tiempo tiende a hacer ruido, que varía de agradable a molesto. Esto se puede paliar, inyectando espuma de poliuretano, aunque es complicado erradicarlo.
En relación con estilos, debido a su precio, no es la más popular de las opciones, aunque sí la más longeva, existe una demanda fuerte, debido a las rehabilitaciones de los centros de las ciudades.
En España, el pino melix o melis fue muy popular debido a sus características anticarcoma, además de su bella veta, actualmente debido a su precio, es sustituido por pino melis nuevo, similar, pero mucho más económico.

##### Ejemplos de entarimados
Uno de los entarimados modernos famoso fue el usado por los Boston Celtics de la NBA. El piso original, instalado en el hogar inicial de los Celtic en el Matthews Arena en 1946, se movió completamente al Boston Garden en 1952 y fue usado allí hasta que el equipo se desplazó al FleetCenter en 1995. El entarimado permaneció intacto y en uso hasta que fue cortado en pedazos y vendido como recordatorio en 1999 después de la demolición del Boston Garden. Los Celtics juegan hoy en un entarimado que combina secciones antiguas y nuevas.

#### Enchapado
Son delgadas capas o lamas de madera fina, capa noble, con grosor no superior a los 5 mm, unidas por medio de adhesivos o colas especiales, a una base de madera de baja calidad, bambú o quizás contrachapado (plywood), con grosor aproximado de 10 mm. Con lo que el material oscila entre los 12 mm y 18 mm, en función de la capa noble y la base.
Su aspecto imita a las tarimas macizas a costes inferiores y debido a su fabricación industrial existen multitud de formas y colores, aunque los estándares de tamaño y color son similares a los de la tarima maciza, de largos hasta 220 cm y anchos hasta 25 cm.
Un rasgo diferenciador es el número de lamas que construyen la capa noble, una, dos o tres capas, siendo de una lama, el de más calidad y precio. En función del grosor de la capa noble (lo estándar es de 4 mm, aunque se encuentran de hasta 6 mm), dependerá el número de veces que pueda ser restaurado o acuchillado y como se comportará frente a humedades y tensiones en la madera.
Su instalación se hace mediante el montaje consecutivo de planchas machihembradas, encanjando con el sistema clic (lengüeta y hembra) o encolado. Por norma general, el suelo se instala con el sistema flotante.
Para garantizar una mayor duración del entarimado, las diferentes secciones de madera pueden pegarse unas a otras y al piso, con lo cual se reduce drásticamente la tensión aplicada sobre el entarimado y se mejora la distribución de peso en toda el área del piso.
Se recomienda aplicar capas de mortero a los pisos que presenten fisuras o desniveles antes de desplegar el entarimado.
Es un material que permite obtener sensación visual y tacto de madera maciza, obteniendo tablas largas y anchas, muy atractivas a la vista. Suelen venir barnizadas de fábrica, con lo que su uso es inmediato tras y mientras la instalación.

#### Parqueto parqué

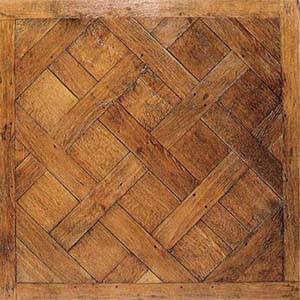

El término Parquet es un galicismo que describe los largos cuadrados en diagonal que fueron usados en el Palacio de Versalles en 1684, como parquet de menuiserie («parquet de carpintería»).
El parquet es una palabra francesa por lo que es más conveniente el uso de la palabra parqué. 
- El Diccionario de la Real Academia Española tiene una definición para parqué.

## Mantenimiento de entarimados
Cuando los suelos de madera se deterioran pueden acuchillarse. Este proceso consiste en una abrasión física de la madera mediante la cual se desprende la porción superior del pavimento hasta eliminar los barnices, manchas y raspaduras presentes en el pavimento. Una vez homogeneizado el aspecto de la madera se aplica algún material de protección, normalmente barnices o lasures.